# Jean-François Lyotard
Jean-François Lyotard (Versailles, 10 agosto 1924 – Parigi, 21 aprile 1998) è stato un filosofo francese, generalmente associato al post-strutturalismo e conosciuto soprattutto per la sua teoria della postmodernità. Fu assistente alla Sorbona, professore all'università di Paris-Vincennes e insegnò anche in alcuni atenei statunitensi.

## Biografia e pensiero
Una prima formulazione della prospettiva filosofica di Lyotard viene elaborata nel 1971 in Discorso, Figura, dove la fenomenologia di Merleau-Ponty incontra la psicoanalisi freudiana. Nel 1974, con l'opera Economia libidinale, introduce una nuova visione dell'economia, in cui le pulsioni assumono una valenza positiva come accensioni del desiderio di liberazione che il capitalismo non ha saputo realizzare. 
Nel 1979 viene pubblicato il libro La condition postmoderne tradotto in Italia da Carlo Formenti ed edito da Feltrinelli nel 1981 col titolo La condizione postmoderna. Rapporto sul sapere. Il volume tratta di metanarratività e pragmatica del sapere narrativo e scientifico caratterizzando la fine della modernità come critica delle grandi narrazioni sul mondo e sulla realtà.
Con quel libro, Lyotard ha schiuso una vera e propria categoria interpretativa della società contemporanea - la società, appunto, "postmoderna" - la cui caratteristica peculiare è il venir meno delle grandi narrazioni metafisiche (illuminismo, idealismo, marxismo) che hanno giustificato ideologicamente la coesione sociale e ne hanno ispirato, nella modernità, le utopie rivoluzionarie. Con il declino del pensiero totalizzante si è aperto, secondo Lyotard, il problema di reperire criteri di giudizio e di legittimazione che abbiano valore locale e non più universale; è questa la direzione intrapresa dalla ricerca lyotardiana degli ultimi anni, con indagini sul ruolo della razionalità pratica e la rivalutazione del "sublime" come categoria critica del reale.
Sulla linea di Roland Barthes, Jacques Derrida e della critica dell'Autore, Lyotard ha scritto una "favola postmoderna", vera critica del soggetto.
Lyotard è sepolto al cimitero di Père-Lachaise a Parigi.

## Opere principali
La phénoménologie, 1954 e edizioni successive fino al 2004; trad. a cura di Raoul Kirchmayr, La fenomenologia, Milano: Mimesis, 2008 ISBN 9788884835703
- Discours, Figure, 1971 (tesi di dottorato con Mikel Dufrenne); trad. a cura di Elio Franzini e Fosca Mariani Zini, Discorso, figura, Milano: Unicopli, 1987 ISBN 8870618293; a cura di Francesca Mazzini, introduzione di Elio Franzini, Milano: Mimesis, 2008 ISBN 9788884836762
- Dérive à partir de Marx et de Freud, 1973, nuova ed. 1994; trad. di Maurizio Ferraris, A partire da Marx e Freud: decostruzione e economia dell'opera, prefazione di Gianni Vattimo, Milano: Multhipla, 1979
- Des dispositifs pulsionnels, 1973, nuova ed. 1994
- Le peinture comme dispositif libidinal, Urbino, Università degli studi, 1973.
- Economie Libidinale, 1974; trad. di Mario Gandolfi, Economia libidinale, Firenze: Colportage, 1978
- Rudiments païens: genre dissertatif, 1977; trad. di Nicola Coviello, Rudimenti pagani: genere dissertativo, Bari: Dedalo, 1989 ISBN 8822001850
- Instructions païennes, 1977; trad. a cura di Vincenzo Fidomanzo, Istruzioni pagane, Milano-Udine, Mimesis, 2012.
- Récits tremblants, 1977
- Les transformateurs Duchamp, 1977; trad. Elio Grazioli, I transformatori Duchamp: studi su Marcel Duchamp, Cernusco: Hestia, 1992 ISBN 888612001X
- La Condition postmoderne: rapport sur le savoir, 1979; trad. di Carlo Formenti, La condizione postmoderna: rapporto sul sapere, Milano: Feltrinelli, 1981 ISBN 8807090066
- Au juste: conversations (con Jean-Loup Thébaud), 1979
- Le mur du pacifique, 1979; trad. Nanni Balestrini, Il muro del pacifico, Milano: Multhipla, 1985
- Monogrammes - Loin du doux, 1982 (in occasione della mostra di Gianfranco Baruchello a Parigi di 27 maggio-3 luglio 1982); trad. Maurizio Ferraris, La pittura del segreto nell'epoca postmoderna: Baruchello, Milano: Feltrinelli, 1982
- Le Différend, 1983; trad. Alessandro Serra, Il dissidio, Milano: Feltrinelli, 1985 ISBN 8807100444
- L'assassinat de l'expérience par la peinture, Monory, 1983
- Tombeau de l'intellectuel et autres papiers, 1984
- L'enthousiasme: la critique kantienne de l'histoire, 1986; trad. di Fosca Mariani Zini, L'entusiasmo: la critica kantiana della storia, Milano: Guerini, 1989 ISBN 8878021083
- La partie de peinture (con Henri Maccheroni), Firenze: La casa Usher, 1986
- Que peindre? Adami, Arakawa, Buren, 1987, nuova ed. 2008; trad. parziale Adami, Ravenna: Essegi, 1989
- Le Postmoderne expliqué aux enfants: Correspondance 1982-1985, 1988; trad. Il postmoderno spiegato ai bambini, Milano: Feltrinelli, 1987 ISBN 8807090155
- L'inhumain: causeries sur le temps, 1988; trad. di Emilio Raimondi e Federico Ferrari, L'inumano: divagazioni sul tempo, Milano: Lanfranchi, 2001 ISBN 8836300707
- Heidegger et les Juifs, 1988; trad. di Giovanni Scibilia, Heidegger e gli ebrei, Milano: Feltrinelli, 1989 ISBN 8807090171
- La guerre des Algeriens: ecrits 1956-1963, a cura di Mohammed Ramdani, 1989
- La Faculté de Juger (con Jacques Derrida, Vincent Descombes e altri), 1989
- Peregrinations: loi, forme, evenement, 1990; trad. di Arnaldo Ceccaroni, Peregrinazioni: legge, forma, evento, Bologna: Il Mulino, 1992 ISBN 8815033432
- Lectures d'enfance, 1991; trad. Letture d'infanzia, Milano: Anabasi, 1993 ISBN 8841770147
- Leçons sur l'Analytique du Sublime, 1991; trad. a cura di Federica Sossi, Anima minima: sul bello e il sublime, Parma: Pratiche, 1995 ISBN 8873802265
- Che cosa sia la bellezza non so, a cura di Michele Bonuomo e Eduardo Cicelyn, Milano: Leonardo, 1992 ISBN 8835501830
- Moralites postmodernes, 1993
- Signé Malraux, Grasset, 1996
- Questions au judaïsme, Paris, DDB, 1996.
- Chambre sourde: l'antiesthetique de Malraux, 1998
- La confession d'Augustin, 1998; trad. a cura di Simona Marino, La confessione di Agostino, Napoli: Filema, 1999
- Misère de la philosophie, 2000
- L'Assassinat de l'expérience par la peinture, Monory, Paris, Le Castor Astral, coll. « Le mot et la forme », 2003.
- Pourquoi philosopher ?, Paris, PUF, 2012 [1964], Perché la filosofia è necessaria, Raffaello Cortina, 2013
- Logique de Levinas, textes rassemblés, établis et présentés par Paul Audi, postface de Gérald Sfez, Lagrasse, Verdier, 2015
- Rapsodia estetica. Scritti su arte, musica e media (1972 – 1993), a cura di Dario Cecchi, Guerini, 2015